# Dibujo técnico

Dibujo técnico del símbolo monetario del euro.

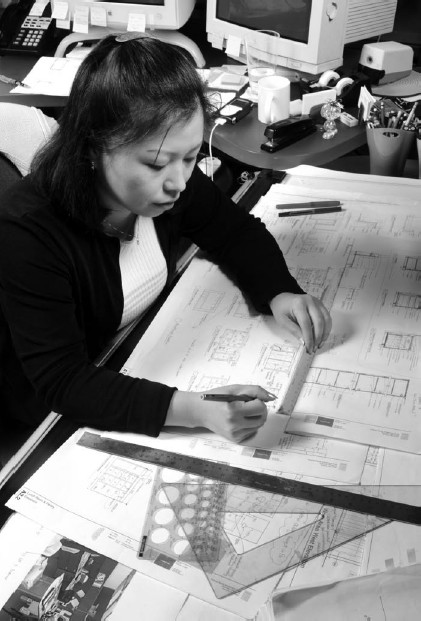
Delineante en el trabajo.

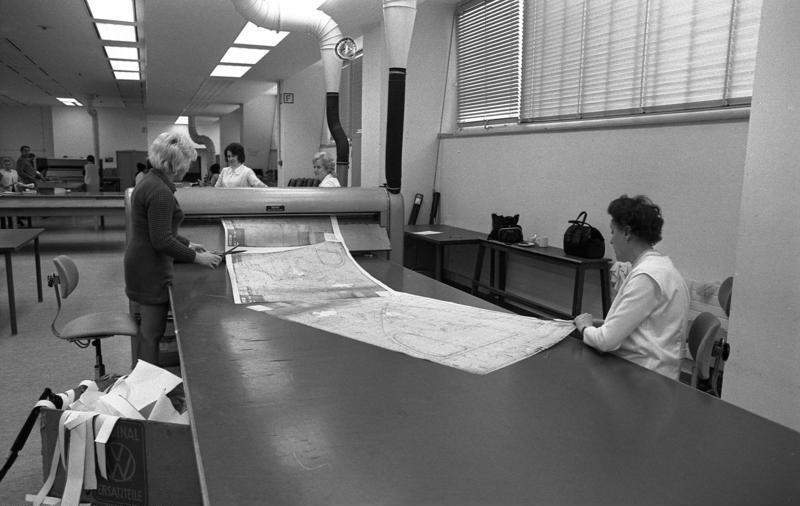
Copia de dibujos técnicos en 1973.

El dibujo técnico es un sistema de representación gráfica de diversos tipos de objetos, con el propósito de proporcionar información suficiente para facilitar su análisis, ayudar a elaborar su diseño y posibilitar su futura construcción y mantenimiento. Suele realizarse con el auxilio de medios informatizados o, directamente, sobre el papel u otros soportes planos.
La representación gráfica se basa en la geometría descriptiva y utiliza las proyecciones ortogonales para dibujar las distintas vistas de un objeto.
Los objetos, piezas, máquinas, edificios, planos urbanos, entre otros, se suelen representar en planta (vista superior, vista de techo, planta de piso, cubierta, entre otros ), alzado (vista frontal o anterior) y lateral (acotaciones); son necesarias un mínimo de dos proyecciones (vistas del objeto) para aportar información útil del objeto, dependiendo esto de la complejidad del mismo.
Las vistas mencionadas de acuerdo al sistema ortogonal se llaman fundamentales por pertenecer al triedro fundamental, este triedro lo conforman el plano anterior, superior y lateral.
Con el objetivo de unificar el lenguaje del dibujo técnico se establecieron normativas aprobadas internacionalmente, pero cada país tiene su organismo nacional de normalización para el estudio y aprobación de las diferentes Normas (en Argentina es IRAM la única organización que realiza esta tarea). Aplicando estas normativas cualquier plano podrá ser interpretado por cualquier profesional del área correspondiente.

## Características

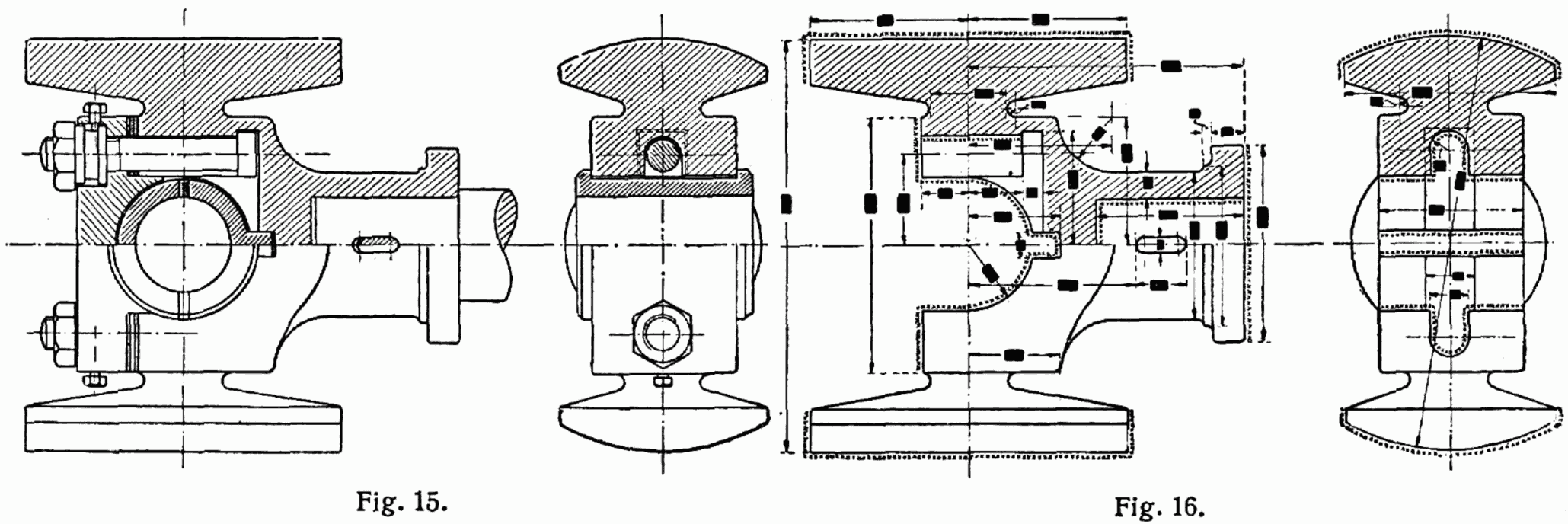
Un dibujo técnico debe facilitar la visualización de todos los detalles de la pieza, para permitir su análisis y futura construcción.

### Formas de expresión
El dibujo técnico engloba trabajos como bosquejo y/o croquis, esquemas, diagramas, planos eléctricos y electrónicos, representaciones de todo tipo de elementos mecánicos, planos de arquitectura, urbanismo, etc, resueltos mediante el auxilio de conceptos geométricos, donde son aplicadas las matemáticas, la geometría euclidiana, diversos tipos de perspectivas, escalas, entre otros.

### Medios y soportes
El dibujo puede ser plasmado en una gran variedad de materiales, como son diversos tipos de papel, lienzo o acetato (mylar); también puede proyectarse en pantalla, mostrarse en monitor

### Útiles e instrumentos
Para realizar el dibujo técnico se emplean diversos útiles o instrumentos: reglas de varios tipos, compases, lápices, escuadras, cartabón, tiralíneas, rotuladores, etc.

## Tipos de dibujo técnico
Con el desarrollo industrial y los avances tecnológicos el dibujo ha aumentado su campo de acción, los principales son:

### Dibujo arquitectónico

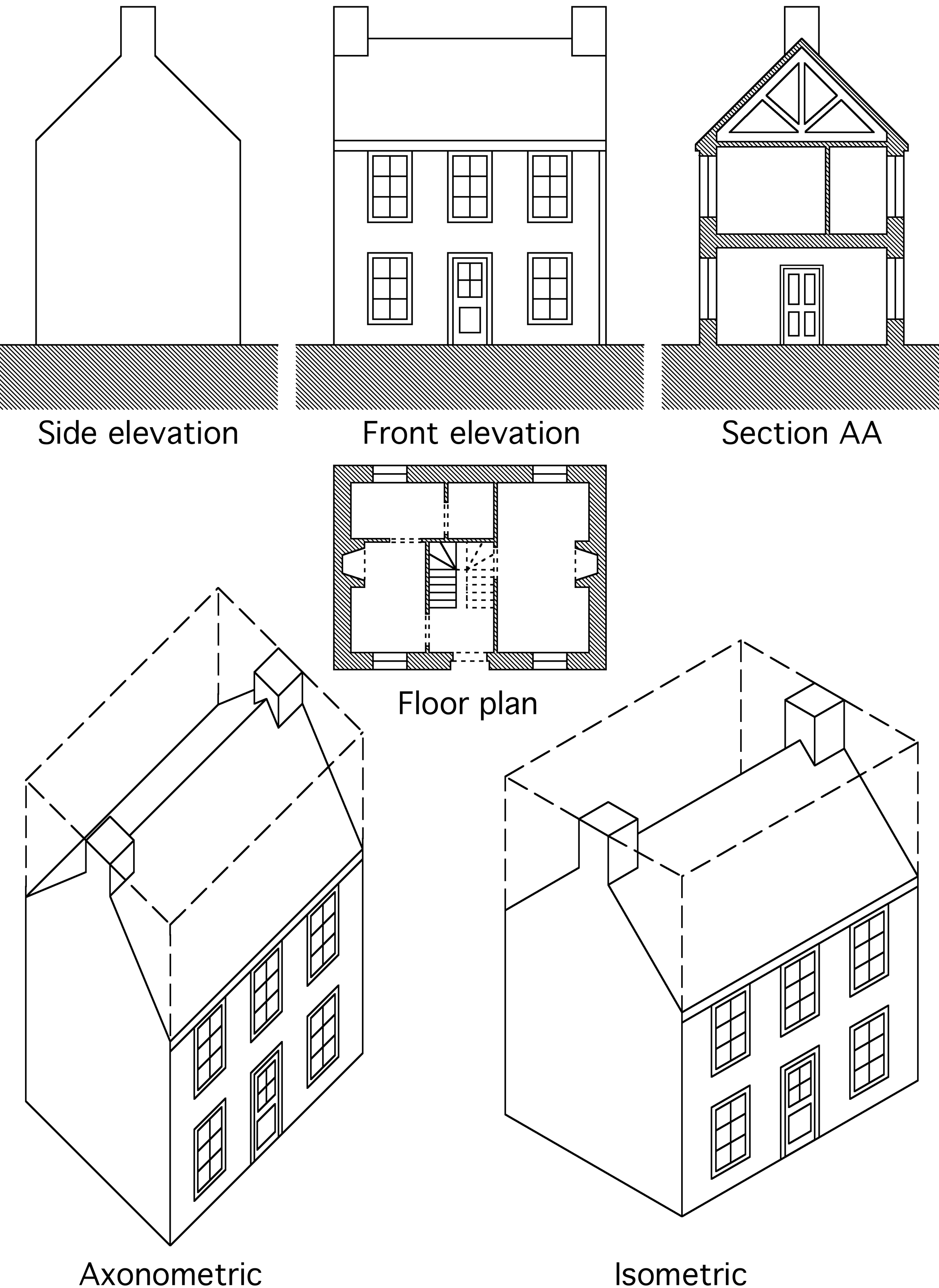
Vistas estándar usadas en el dibujo arquitectónico.

El dibujo arquitectónico abarca una gama de representaciones gráficas con las cuales se realizan los planos para la construcción de edificios, casas, quintas, autopistas, iglesias, fábricas y puentes entre otros. Se dibuja el proyecto con instrumentos precisos, con sus respectivos detalles, ajuste y correcciones, donde aparecen los planos de planta, fachadas, secciones, perspectivas, fundaciones, columnas, detalles y otros.

### Dibujo mecánico
El dibujo mecánico se emplea en la elaboración de planos para la representación de piezas o partes de máquinas, maquinarias , vehículos como grúas, motos, aviones, helicópteros e industriales. El campo comercial, donde la aplicación práctica de los dibujos de ingeniería adopta la forma de dibujos de trabajo, es importante tener en cuenta un amplio conocimiento de los que son los elementos de máquinas, su fabricación y la representación gráfica de cada uno de ellos. Siempre será necesario, que las partes o elementos que ensamblan unas máquinas se puedan mostrar con facilidad al fabricante y al consumidor, y poder mostrarle con claridad cada una de sus características esenciales y las normas a seguir.

### Dibujo eléctrico
Este tipo de dibujo se refiere a la representación gráfica de instalaciones eléctricas en una industria, oficina o vivienda que requiera de electricidad.

### Dibujo geológico
El dibujo geológico se emplea en geografía y en geología, en él se representan las diversas capas de la tierra empleando una simbología y da a conocer los minerales contenidos en cada capa. Se usa mucho en minería y en exploraciones de yacimientos petrolíferos.

### Dibujo topográfico
Es el dibujo técnico que tiene por objeto representar en un plano las características de un terreno, tales como: el relieve, la altura a diferentes niveles, entre otros. El dibujo topográfico nos representa gráficamente las características de una determinada extensión de terreno, mediante signos convencionalmente establecidos. Nos muestra los accidentes naturales y artificiales, cotas o medidas, curvas horizontales o curvas de niveles.

### Dibujo urbanístico
Este tipo de dibujo se emplea en la organización de ciudades: en la ubicación de centros urbanos, zonas industriales, bulevares, calles, avenidas, jardines, autopistas, zonas recreativas entre otros. Se dibujan anteproyectos, proyectos, planos de conjunto, planos de pormenor entre otros.

### Dibujo técnico de las instalaciones sanitarias
Tiene por finalidad representar el posicionamiento de cada una de las piezas sanitarias: ducha, lavamanos, retrete, etc. Incluyendo la ubicación de las tuberías internas o externas.
En los planos de instalaciones sanitarias se utilizan diferentes colores normalizados para indicar si se trata de cañerías (tuberías), artefactos o elementos de cloaca, pluvial, ventilación, agua caliente o fría.
También en los cortes se puede observar las pendientes de las cañerías, profundidades, alturas o distancias a planos de referencias.

### Dibujo técnico electrónico
Se relaciona con la representación de esquemas y diagramas de circuitos electrónicos de circulación de corriente de poca intensidad tales como radios, televisores, computadoras, entre otros.

### Dibujo técnico de construcciones metálicas
Rama del dibujo que se utiliza en el diseño de puentes, galpones, astilleros, herrería en general.

### Dibujo técnico cartográfico
Es el empleado en cartografía, topografía y otras representaciones de entornos de gran extensión.

## Formato de papel

Tamaños de papel ISO

Para plasmar los dibujos en un soporte físico se utilizan formatos de papel de dimensiones normalizadas. Las más utilizadas son la serie A de la norma ISO, cuyos principales tamaños son (medidas en milímetros):
| A0 -  | 841 | x | 1189 mm |
| A1 -  | 594 | x | 841 mm  |
| A2 -  | 420 | x | 594 mm  |
| A3 -  | 297 | x | 420 mm  |
| A4 -  | 210 | x | 297 mm  |
| A5 -  | 148 | x | 210 mm  |
| A6 -  | 105 | x | 148 mm  |
| A7 -  | 74  | x | 105 mm  |
| A8 -  | 52  | x | 74 mm   |
| A9 -  | 37  | x | 52 mm   |
| A10 - | 26  | x | 37 mm   |

## Sistemas de representación
El dibujo técnico representa los objetos sobre un plano mediante diferentes sistemas de proyección:
- Proyección central: abarca los tipos de proyección en los que ninguna cara del objeto es paralela o perpendicular al plano de proyección:
  - Perspectiva cónica

- Proyecciones paralelas: son aquellas en las cuales las líneas de proyección son paralelas entre sí:
  - Proyecciones ortogonales:
    - proyección diédrica o de Monge
    - proyección acotada

  - Perspectiva axonométrica
    - Perspectiva isométrica
    - Perspectiva dimetrica
    - Perspectiva trimétrica

  - Proyecciones oblicuas
    - Perspectiva caballera
    - Perspectiva militar

## Líneas en el dibujo técnico
La línea en el dibujo técnico es una entidad fundamental o quizás la más importante de este. Se utiliza para ayudar a ilustrar y describir la forma de objetos. Los principales tipos de líneas usados en dibujo técnico son los siguientes:
- Línea oculta: se usa para mostrar superficies, bordes o esquinas de objetos que están ocultas a la vista, y generalmente se representan por líneas segmentadas
- Línea central o de centro: llamada también línea de eje, su función es mostrar centros de cavidades y características simétricas
- Líneas de simetría: al igual que la línea de centro se usa para delimitar la mitad de una pieza simétrica pero con la diferencia que en esta solo se colocará cuando se dibujan vistas parciales de dichas piezas y se identifica por tener dos líneas paralelas.
- Línea de dimensión: forma parte de las líneas de acotación de un objeto
- Líneas guía: indican la parte de un objeto a la que hace referencia una nota
- Línea de ruptura: se utiliza cuando se desea acortar la representación de una pieza larga
- Línea de corte plano: se utiliza para indicar donde se realizó un corte imaginario
- Línea de sección: se utiliza para indicar la superficie en la vista de una sección
- Línea virtual: también llamadas líneas fantasma, son líneas imaginarias ocupadas para indicar posiciones diferentes de un mismo objeto con movimiento.

## Aplicaciones

### Arquitectura

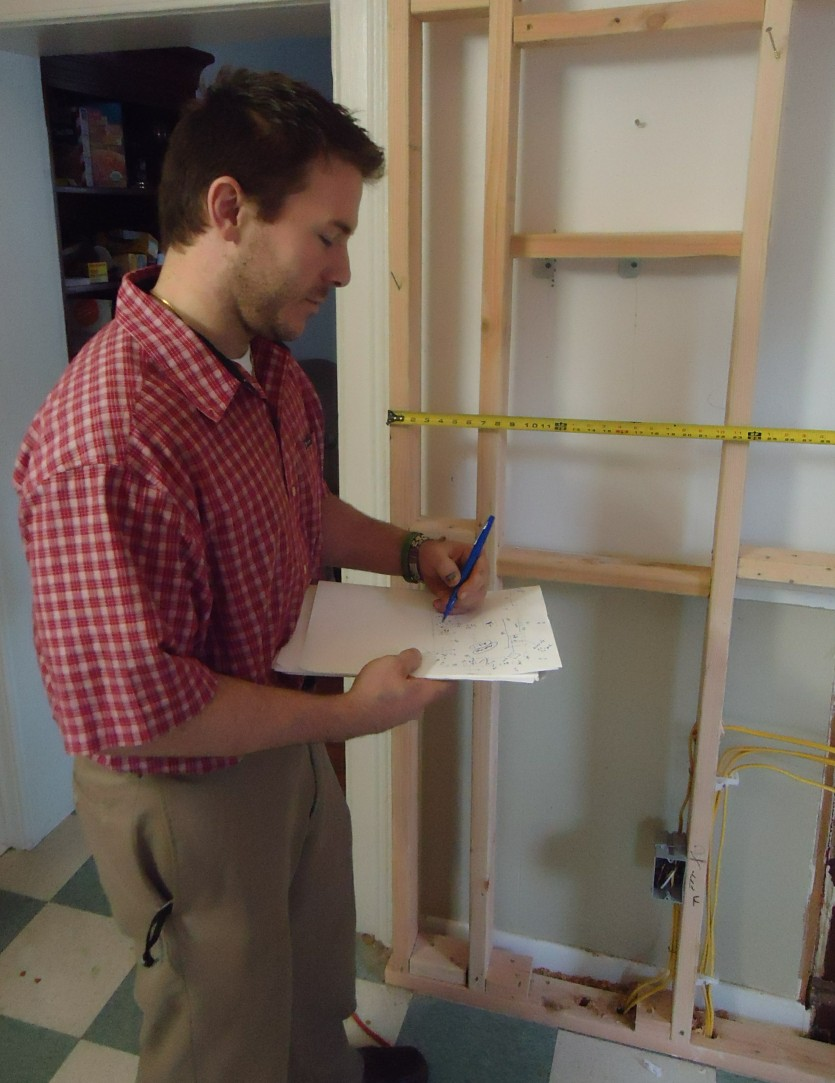
Para planificar una renovación, este arquitecto toma medidas que luego ingresará en su sistema de diseño asistido por ordenador.

El arte y el diseño que se utiliza para hacer edificios se conoce como arquitectura. Para comunicar todos los aspectos de la forma o el diseño, se utilizan dibujos de detalle. En este campo, el término plano se usa a menudo cuando se hace referencia a la vista de la sección completa de estos dibujos vistos desde tres pies sobre el piso terminado para mostrar las ubicaciones de puertas, ventanas, huecos de escalera, etc  Los dibujos arquitectónicos describen y documentan el diseño de un arquitecto.

### Ingeniería

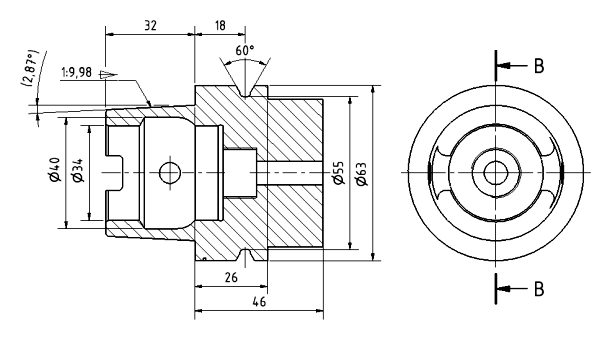
Dibujo de ingeniería de una pieza de máquina herramienta

Ingeniería puede ser un término muy amplio. Proviene del latín ingenerare, que significa "crear".  Debido a que esto podría aplicarse a todo lo que crean los humanos, se le da una definición más estrecha en el contexto del dibujo técnico. Los dibujos de ingeniería generalmente se ocupan de elementos de ingeniería mecánica, como piezas y equipos fabricados.
Los dibujos de ingeniería generalmente se crean de acuerdo con convenciones estandarizadas para diseño, nomenclatura, interpretación, apariencia (como tipo de letra y estilos de línea), tamaño, etc.
Su propósito es capturar con precisión y sin ambigüedades todas las características geométricas de un producto o componente. El objetivo final de un dibujo de ingeniería es transmitir toda la información requerida que permitirá a un fabricante producir ese componente.

### Ingeniería de software
Los practicantes de ingeniería de software hacen uso de diagramas para diseñar software. Existen estándares formales y lenguaje de modelado como el lenguaje de modelado unificado (UML), pero la mayoría de los diagramas se realizan utilizando diagramas ad hoc informales que ilustran un modelo conceptual.
Los profesionales informaron que los diagramas ayudaron a analizar requisitos,: 539  diseño, refactorización, documentación, incorporación, comunicación con las partes interesadas. : 560  Los diagramas a menudo son transitorios o se redibujan según sea necesario. Los diagramas redibujados pueden actuar como una forma de comprensión compartida en un equipo.: 561 

## Campos relacionados

### Ilustración técnica

Ilustración de una batería

Ilustración técnica es el uso de la imagen para comunicar visualmente información de naturaleza técnica. Las ilustraciones técnicas pueden ser dibujos técnicos de componentes o diagramas. El objetivo de la ilustración técnica es "generar imágenes expresivas que transmitan efectivamente cierta información a través del canal visual al observador humano".
El propósito principal de la ilustración técnica es describir o explicar estos elementos a una audiencia más o menos no técnica. La imagen visual debe ser precisa en términos de dimensiones y proporciones, y debe proporcionar "una impresión general de lo que es o hace un objeto, para mejorar el interés y la comprensión del espectador".
Según Viola (2005), "las técnicas ilustrativas a menudo se diseñan de manera que incluso una persona sin conocimientos técnicos comprenda claramente la obra de arte. El uso de diferentes anchos de línea para enfatizar la masa, la proximidad y la escala ayudó a crear una imagen simple con un dibujo lineal más comprensible para el profano. El sombreado cruzado, el punteado y otras técnicas de baja abstracción dieron mayor profundidad y dimensión al tema".

#### Dibujo de corte

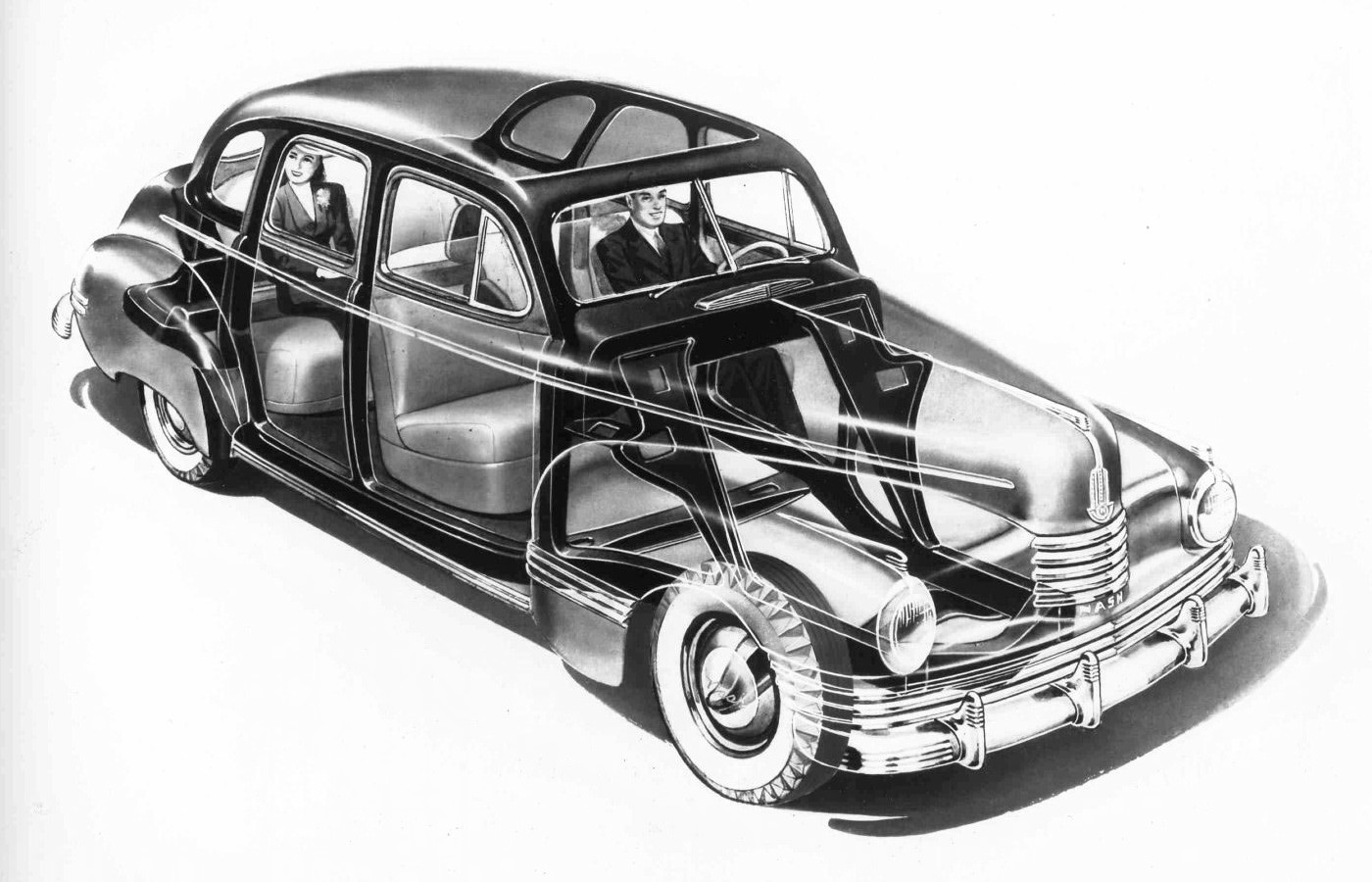
Dibujo en corte del Nash 600, un automóvil estadounidense de la década de 1940

Un "dibujo de corte" o "vista en sección" es una ilustración técnica en la que se elimina parte de la superficie de un modelo tridimensional para mostrar parte del interior del modelo en relación con su exterior.
El propósito de un dibujo de corte es "permitir que el espectador eche un vistazo a un objeto opaco sólido. En lugar de dejar que el objeto interior brille a través de la superficie circundante, simplemente se eliminan partes del objeto exterior. Esto produce una apariencia visual como si alguien había recortado una parte del objeto o lo había cortado en partes. Las ilustraciones en corte evitan ambigüedades con respecto al ordenamiento espacial, brindan un marcado contraste entre los objetos de primer plano y de fondo, y facilitan una buena comprensión del ordenamiento espacial".

### Vista explosionada

Vista de despiece de una bomba de bomba de engranajes.

Una vista explosionada (también conocida como dibujo de despiece o perspectiva explosionada) es un diagrama de un objeto, que muestra la relación y/o el orden de ensamblaje de las varias partes en las que se descompone el objeto.
Un dibujo de despiece muestra los componentes de un objeto ligeramente separados por una pequeña distancia, como suspendidos en el espacio exterior circundante en el caso de un diagrama tridimensional. Muestra todas las componentes de un conjunto y cómo encajan entre sí. Este tipo de dibujo también puede ayudar a representar el despiece de objetos, donde las piezas del exterior normalmente se desmontan primero.
Este tipo de dibujo se usa en catálogos de piezas, manuales de ensamblaje y mantenimiento y otro materiales de enseñanza. La proyección de una vista explosionada se muestra generalmente desde arriba y ligeramente en diagonal desde el lado izquierdo o derecho del dibujo.